# Cazuza
Agenor Miranda Araújo Neto, plus connu sous le pseudonyme de Cazuza (4 avril 1958 – 7 juillet 1990) était un chanteur et un compositeur brésilien, né à Rio de Janeiro.
Emblème du rock brésilien, il était le chanteur du groupe Barão Vermelho au côté de Frejat.

## Discographie
Avec le groupe Barão Vermelho
- 1982 : Barão Vermelho
- 1983 : Barão Vermelho 2
- 1984 : Bete Balanço (bande-son originale)
- 1984 : Maior Abandonado, 100 000 - Or
- 1992 : Barão Vermelho Ao Vivo

En solo
- 1985 : Exagerado, 100 000 - Or
- 1987 : Só se for a dois, 70 000
- 1988 : Ideologia, 150 000 - Or
- 1988 : O tempo não pára, 1 000 000 - Diamant
- 1989 : [Burguesia, 250 000 - Platine
- 1991 : Por aí, 50 000